# Byströmita
La byströmita és un mineral de la classe dels òxids que pertany i dona nom al grup de la byströmita. Rep el seu nom del químic cristal·lí suec Anders Byström (1916-1956).

## Característiques
La byströmita és un òxid de fórmula química MgSb₂O₆. Cristal·litza en el sistema tetragonal. Es troba en agregats massius porosos en partícules submicroscòpiques; alguns grans mostren contorns rectangulars o quadrats sota el microscopi electrònic. La seva duresa és aproximadament 7 a l'escala de Mohs.
Segons la classificació de Nickel-Strunz, la byströmita pertany a «04.DB - Metall:Oxigen = 1:2 i similars, amb cations de mida mitja; cadenes que comparteixen costats d'octàedres» juntament amb els següents minerals: argutita, cassiterita, plattnerita, pirolusita, rútil, tripuhyita, tugarinovita, varlamoffita, tapiolita-(Fe), tapiolita-(Mn), ordoñezita, akhtenskita, nsutita, paramontroseïta, ramsdel·lita, scrutinyita, ishikawaïta, ixiolita, samarskita-(Y), srilankita, itriocolumbita-(Y), calciosamarskita, samarskita-(Yb), ferberita, hübnerita, sanmartinita, krasnoselskita, heftetjernita, huanzalaïta, columbita-(Fe), tantalita-(Fe), columbita-(Mn), tantalita-(Mn), columbita-(Mg), qitianlingita, magnocolumbita, tantalita-(Mg), ferrowodginita, litiotantita, litiowodginita, titanowodginita, wodginita, ferrotitanowodginita, wolframowodginita, tivanita, carmichaelita, alumotantita i biehlita.

## Formació i jaciments
Es troba en filons de quars en dipòsits d'antimoni oxidat. Sol trobar-se associada a altres minerals com quars o estibiconita. Va ser descoberta a la mina Fortuna, a El Antimonio, Caborca (Sonora, Mèxic). També ha estat descrita a la mina Silberne Rose, a Fichtelgebirge (Bavària, Alemanya).